# Brania glandulosa
Brania glandulosa är en ringmaskart som beskrevs av Hartmann-Schröder 1980. Brania glandulosa ingår i släktet Brania och familjen Syllidae. Inga underarter finns listade i Catalogue of Life.